# Grube Georg-Friedrich
Die Grube Georg-Friedrich, später auch als Erzbergwerk Dörnten bezeichnet, war ein Eisenerzbergwerk der Ilseder Hütte zwischen Döhren und Dörnten in der Nähe von Goslar.
Abgebaut wurde eine aus mehreren Teillagern bestehende Trümmer- und Geröllerzlagerstätte der Unterkreide (Barremium) im Tage- und Tiefbau.

## Geologie

### Die Entstehung der Erzlager der Grube Georg-Friedrich
Die Entstehung der Lager verlief wie die der übrigen Lagerstätten im Raum Salzgitter: Im Bereich des Salzgitter-Höhenzuges befand sich die Küstenlinie des Unterkreide-Meeres. In der Umgebung verwesender Meeresorganismen konnten im Wasser gelöste Eisenverbindungen besonders gut ausfällen und bildeten sogenannte Toneisenstein-Geoden. Diese wurden durch die Meeresbrandung bevorzugt in küstennahen natürlichen Senken abgelagert. Durch Verwitterungsprozesse nach Rückzug des Wassers zerfielen sie in zahlreiche Trümmer. Während nachfolgender Überflutungen wurden an gleicher Stelle Eisen-Oolithe abgelagert. Die so entstandenen ursprünglich flachen Lagerstätten (auch Erzkolke genannt) wurden im Verlauf der Jahrmillionen durch tektonische Prozesse und/oder aufsteigende Salzstöcke gestört und aufgerichtet.

### Geographische Lage und Ausdehnung
Die Lagerstätte Georg-Friedrich befindet sich am westlichen Rand des Salzgitter-Höhenzuges, östlich von Dörnten. Auf einer streichenden Länge von 2500 Metern beißen von Norden nach Süden die Erzkörper Barley, Fastberg, Glockenberg und Fischerköpfe (Eisenkuhle 1 und 2) aus. Die Erzlinsen sind durch Zwischenmittel voneinander getrennt. Die streichende Länge der einzelnen Teillager beträgt zwischen 330 (Glockenberg, Eisenkuhle 1) und 700 Meter (Eisenkuhle 2), die Teufenerstreckung zwischen 80 (Glockenberg, Eisenkuhle 1) und 320 Meter (Barley/Fastberg). Das Lagerteil Barley/Fastberg hatte die größten Erzreserven. Eisenkuhle 1 und 2 sowie Glockenberg waren zum Zeitpunkt der Einstellung des Bergbaus bereits vollständig abgebaut.
Die östlich von Georg-Friedrich gelegene Eisenerzlagerstätte der markscheidenden Grube Morgenstern bildet über einen abgetragenen Sattel (Luftsattel) die geologische Fortsetzung der Dörntener Erzlager.

### Mineralogie
Die durchschnittliche Zusammensetzung des späteren Roherzes betrug: 32 bis 34 % Fe, 0,25 % Mn 0,61 % P, 5,3 % CaO und 25 % SiO2. Einzelne Bänke im Bereich Eisenkuhle 1 und 2 enthielten bis zu 42 % Eisen. Dies waren die qualitativ besten, je im Salzgittergebiet gefundenen Erzpartien.

## Geschichte und Technik

### Vorgängerbergbau
Bereits im Jahr 1697 wurden nachweislich Eisenerze in der sogenannten Eisensteinkuhle bei Dörnten abgebaut. Das Erz wurde in der unmittelbaren Umgebung in kleineren Hütten – zum Beispiel bei Wöltingerode, Gielde oder Salzgitter – verarbeitet. Einer der ersten größeren Betriebe war die Eisenhütte Kunigunde des Jobst Edmund von Brabeck von 1682 bis 1738. Wegen der Probleme bei der Verhüttung des stark kieselsäurehaltigen (sauren) Erzes hatte der frühe Bergbau keine große Bedeutung und kam wieder zum Erliegen.
1857 wurde das Grubenfeld Georg-Friedrich durch die staatlich hannoversche Altenau-Lerbacher Hütte gemutet, die hier Eisenerz zur Versorgung ihres Werkes in Altenau gewinnen wollte. Das Feld Georg-Friedrich wurde 1868 bis auf eine Gesamtgröße von 2,2 km² ausgedehnt und anschließend zunächst an die AG Harzer Union verpachtet, die Lieferverträge mit dem Hörder Bergwerks- und Hütten-Verein hatte. Nach Konkurs der Harzer Union sprang 1877 die Ilseder Hütte in den Pachtvertrag ein.

### Betrieb der Grube Georg-Friedrich von 1880 bis 1968

#### Die Aufnahme des Bergbaus und die Entwicklung bis zur Weltwirtschaftskrise
Gegen 1880 nahm die Ilseder Hütte den Bergbau im Pachtfeld Georg-Friedrich in den Tagebauen Glockenberg und Eisenkuhle auf. Während anderenorts der Abbau von Eisenerz am Salzgitter-Höhenzug zugunsten der höherwertigen Minetteerze aus Lothringen aufgegeben wurde, war für die Ilseder Hütte der Einsatz der sauren Erze als Zuschlag im Hochofen zu ihren kalkigen Oberkreide-Erzen aus den Gruben bei Lengede und Groß Bülten interessant: Es ließ sich ein ausgewogenes Kalk-Kieselsäure-Verhältnis unter Einsparung weiterer Zuschlagstoffe, Beibehaltung des höheren Mangangehaltes und Relativierung des Phosphorvorlaufes im Roheisen für die Thomasstahlerzeugung einstellen. Bis zur Aufnahme der Bergbauaktivitäten im Feld Hannoversche Treue blieb das Bergwerk zwischen 1884 und 1917 die einzige betriebene Grube im Salzgitter-Raum.

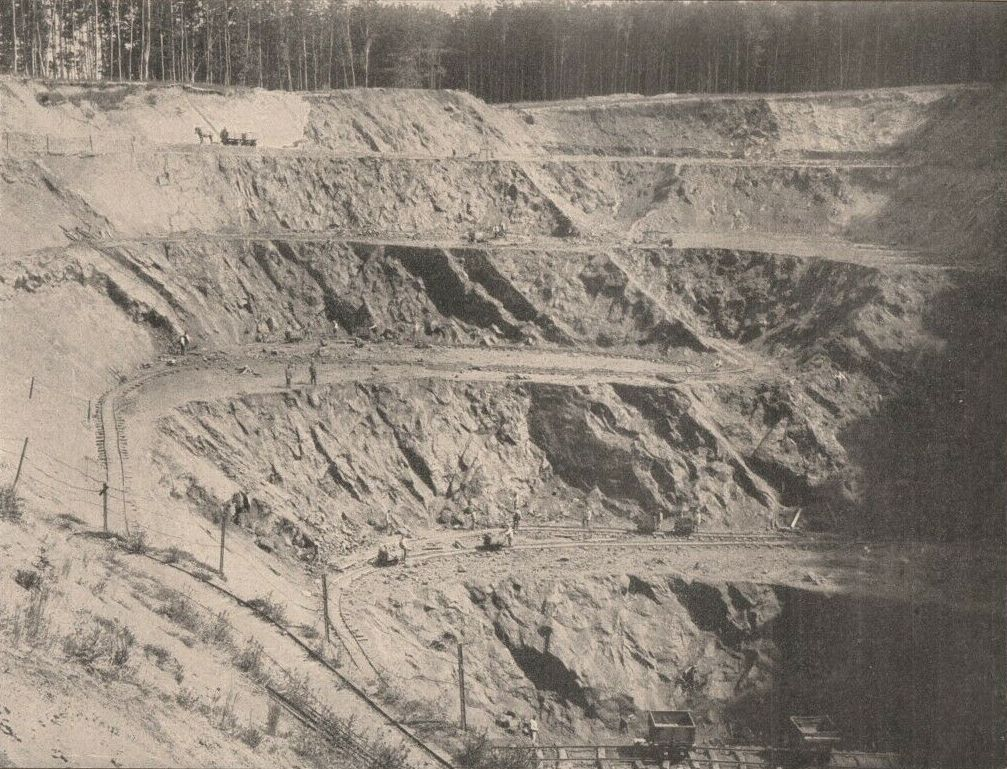
Tagebau-Feldbahnbetrieb in den sogenannten Hils-Eisensteinen der Grube Georg Friedrich, 1908

Von anfänglich rund 8.000 Tonnen im Jahr 1880 stieg die Förderung kontinuierlich bis auf über 60.000 Tonnen an der Wende zum 20. Jahrhundert an. In den Jahren 1903 bis 1905 wurden die Tagebaue zusätzlich über eine Stollensohle aufgeschlossen und 1906 kamen die Tagebaue Fastberg und Barley hinzu. Im Jahre 1909 ging man dann zusätzlich zum Tiefbaubetrieb über. Zum Aufschluss diente der dazu abgeteufte, 60 Meter tiefe Glockenbergschacht und die daran angeschlossene -60-m-Sohle. Der Abbau erfolgte im Tagebau im Strossenbau und im Tiefbau im einfachen Stoßbau und Handversatz mit Sand. Das losgeschossene Erz wurde in vier Tonnen fassende Wagen, sogenannte Berliner verladen und mit einer Pferdebahn zum Bahnhof Dörnten gefahren. 1910 wurde diese Bahn elektrifiziert. In den Jahren 1916 bis 1917 wurde unter Mitwirkung italienischer Kriegsgefangener eine neue Fördertrasse entlang der Ostseite des Fuchsberges gebaut. Sie führte über den Tagebau Hannoversche Treue zur Erzsieberei in Salzgitter-Calbecht, wo die Erze beider Gruben auf die Eisenbahn zur Erzwäsche nach Lengede verladen wurden. Die Nachfrage nach Stahl stieg während des Ersten Weltkriegs stark an, so wuchs die Förderung in Dörnten von 142.400 Tonnen im Jahr 1913 auf 270.000 Tonnen 1917. Obwohl nach Kriegsende die Minetteerzgruben in Lothringen an Frankreich fielen und die Erze der Grube Georg-Friedrich auch ins Ruhrgebiet verschickt wurden, sank die Förderung mangels Nachfrage von noch 230.000 Tonnen 1918 auf 83.000 Tonnen im Jahr 1920. Gleichzeitig wurde die Belegschaft von über 400 auf 250 Mann reduziert. 1924 ruhte der Tagebau Barley ganz und 150 Bergleute förderten noch 70.000 Tonnen. Ungeachtet dessen wurde der Ausbau des Bergwerkes auch in den 1920er Jahren vorangetrieben: 1922 wurde zu Untersuchungszwecken südlich der Eisenkuhle der Süllbach-Stollen aufgefahren und in den Jahren 1922 bis 1923 der Bergwerksbesitz um die Felder Immenrode, Albert, Schiller, Maria-Louise und Edith um 8,85 km² auf insgesamt 15,26 km² erweitert.
Weiterhin entstand in den Jahren 1922 bis 1925 der Schroederstollen, um die Erze wirtschaftlicher transportieren zu können und zur Untersuchung des gesamten Döhrenhausener Sattel von Süden nach Norden. Er traf auf die vorhandene -60-m-Sohle. Ab 1924 wurde eine Erztransportbahn durch den Schroederstollen hindurch gebaut. Die Trasse in einer Spurweite von 780 mm verlief nach dem Mundloch am Grotenberge bei Klein Döhren über Salzgitter-Voßpaß bis zur Grube Hannoversche Treue. Hier traf sie auf die bereits vorhandene Schmalspurstrecke. Damit war die übertägige Strecke über den Bahnhof Dörnten und die umständige Umladung hinfällig und wurde 1929 abgebrochen.
Die -60-m-Sohle wurde 1925 durch die Einfallende, einen Förderberg (=geneigte Strecke oder Stollen), vom Zechenplatz aus mit der Tagesoberfläche verbunden. Der Glockenbergschacht wurde 1929 aufgegeben. Im gleichen Jahr wurde die Förderung im Tagebau Barley wieder aufgenommen und im anstelle des Strossenbaus der Trichterbau eingeführt. Bei diesem Abbauverfahren wurde das Erz eine Böschung hinunter in eine Schrapperrinne geschossen. Elektrische Groß-Schrapper förderten das Erz in Rolllöcher, aus denen es auf der ersten Tiefbausohle in Förderwagen abgezogen wurde. Die Förderung wuchs auf über 200.000 Tonnen im Jahr bei 138 Bergleuten und einer Hauerleistung von 12–16 Tonnen je Mann und Schicht an. Auch wenn das Personal weiter verringert werden musste, überlebte die Grube Georg-Friedrich als einziges Bergwerk im Salzgittergebiet die Weltwirtschaftskrise ab 1929.

#### Die Geschichte des Bergwerks während des Dritten Reiches
Durch den Vierjahresplan des nationalsozialistischen Regimes wurden 1935 die Aufschluss- und Ausbauarbeiten auf allen Bergwerken im Raum Salzgitter neu belebt. Während die Gruben im heutigen Stadtgebiet von Salzgitter von den Reichswerken Hermann Göring übernommen wurden, verblieb Georg-Friedrich bei der Ilseder Hütte. Der Ostflügel der Lagerstätte in der Nähe der markscheidenden Grube Morgenstern wurde 1938 durch Bohrungen und die Ohleistrecke vom Schroederstollen aus untersucht. In 120 Meter Teufe (110 m ü. NN) wurde eine neue Tiefbausohle vorgerichtet.
Der Bergbau in den Tagebauen Glockenberg und Eisenkuhle 2 endete 1939 in 90 bzw. 50 Meter Teufe. Die im Tagebau wirtschaftlich gewinnbaren Erzvorräte waren erschöpft. Die geförderten Erzmengen entstammten immer mehr dem Tiefbaubetrieb. Die Abbauleistungen unter Tage erhöhten sich 1940 durch die Einführung des allgemein im südlichen Salzgitter-Revier üblichen Weitungsbaus. Auf Georg-Friedrich waren die Baue im Mittel 20 Meter lang, 35 Meter breit und 60 Meter hoch.
In den Jahren 1941 bis 1943 wurde auf dem Zechenplatz ein neuer Tiefbauschacht Georg-Friedrich abgeteuft. Mit der installierten Trommelfördermaschine und einer Gefäßförderung mit 4,8 Tonnen Inhalt wurde nach der Fertigstellung des 215 Meter tiefen Schachtes das Erz von der -120- auf die -60-m-Sohle (Schroederstollen) gehoben. Der Tagebau Barley war 1941 ausgeerzt. Die Förderung brach während des Zweiten Weltkriegs verhältnismäßig stark ein: Von knapp über 200.000 Tonnen im Jahr 1939 fiel sie auf weniger als 80.000 Tonnen 1944. Zum Kriegsende kam sie schließlich völlig zum Erliegen.
Kurz vor der Betriebseinstellung wurden Unterlagen aus der Heeresversuchsanstalt Peenemünde im untertägigen Grubengebäude eingelagert, um sie vor feindlichen Zugriff oder Zerstörung zu schützen. Sie fielen letztendlich den einmarschierenden US-Streitkräften in die Hände, nachdem sie den Ort des Verstecks erfuhren und Ende Mai 1945 14 Tonnen Dokumente aus der damals schon britischen Besatzungszone abholen konnten.:250

#### Ausbau und Rationalisierung der Grube Georg-Friedrich nach dem Zweiten Weltkrieg
Die Ilseder Hütte war nur knapp einer Demontage durch die Hauptsiegermächte entgangen. Im Dezember 1945 wurden die ersten Hochöfen wieder angeblasen und Erz von den eigenen Bergwerken angefordert. Der Grubenbetrieb auf Georg-Friedrich lief erst im Laufe des Jahres 1946 mit einer Belegschaft von rund 100 Mann wieder an. Die Förderung blieb in den ersten beiden Nachkriegsjahren mit 15.700 bzw. 5.500 Tonnen sehr gering. Erst 1950 wurden wieder über 100.000 Tonnen erreicht. Das Roherz wurde seit diesem Jahr nicht mehr in Lengede aufbereitet, sondern gegen Bezahlung eines Aufbereitungslohnes in der zentralen Nassaufbereitung Calbecht der Salzgitter Erzbergbau AG. Im Jahr 1952 liefen untertägige Untersuchungsarbeiten zur Feststellung der Teufenerstreckung der Lagerstätte und die Fördermengen erreichten wieder das Vorkriegsniveau. Die Belegschaftsstärke überschritt im folgenden Jahr 200 Mann, hierfür entstand eine neue Waschkaue. Die Rationalisierung des Grubenbetriebes setzte 1954 mit der Einführung der Streckenförderung auf Gurtförderern ein.
Das Glockenberg-Lager war 1959 auch im Tiefbau ausgeerzt. Im gleichen Jahr wurde eine weitere Tiefbausohle bei 50 m ü. NN (-180-m-Sohle) vom Schacht nach Norden aufgefahren. Die jährliche Roherzförderung stieg Ende der 1950er Jahre bis Anfang der 1960er Jahre bei nahezu gleichbleibender Belegschaftsstärke deutlich an. Die maximale Förderung wurde 1960 mit 549.700 Tonnen und 194 Bergleuten erreicht, eine andere Quelle spricht sogar von 864.300 Tonnen im Jahr 1961 und 469 Mann. Dieses war einer zunehmenden Mechanisierung des Grubenbetriebes geschuldet. Infolgedessen nahm die Zahl der Beschäftigten in den 1960er Jahren schließlich kontinuierlich ab. 1962 wurde als noch leistungsfähigeres Abbauverfahren der Blockbruchbau eingeführt. Hierbei wurde ein großer Erzblock mittels unterfahrender Strecken aus dem Gebirge gelöst und durch den gebirgsmechanischen Druck ohne besondere Schießarbeit planmäßig zu Bruch geworfen. Das Haufwerk wurde über Abzugstrichter und Schrapperstrecken abgezogen.
Der Abbau schritt 1963 zur Teufe und fand zwischen der -120- und -180-m-Sohle statt. 1964 waren die Erzvorräte in den Teillagern Eisenkuhle 1 und 2 erschöpft. Das Bergwerk Georg-Friedrich stand 1965 mit einer Abbauleistung von 18,7 Tonnen je Mann und Schicht an der Spitze des gesamten deutschen Erzbergbaus.

#### Stilllegung
Die noch anstehenden Erze hätten noch eine tiefere Fördersohle bei etwa −240 Metern unter Tage zugelassen, jedoch geriet die Grube durch die billigen Importerze aus dem Ausland zunehmend wirtschaftlich unter Druck. Die Ilseder Hütte setzte die sauren Erze ohnehin nur noch als Zuschlag zum Hochofenmöller ein und reduzierte ihre Bestellungen an Dörntener Erzen. So wurde auch der Plan, die veraltete und mittlerweile reparaturbedürftige Erztransporttechnik mit der Schmalspurbahn durch eine LKW-Verladung zu ersetzen, aus Kostengründen verworfen.
Am 2. April 1968 wurde schließlich die Förderung eingestellt. Zuletzt waren nur noch 45 Bergarbeiter tätig gewesen. Bis zur Stilllegung wurden insgesamt 15,15 Mio. Tonnen Erz gewonnen. Insgesamt waren nach Abzug der Abbauverluste noch Vorräte von rund 10 Mio. Tonnen vorhanden.
Nach der Stilllegung wurde der Förderschacht verfüllt und ein Überlaufdamm in den Schroederstollen eingezogen. Das angestaute Grubenwasser dient bis heute zur Betriebswasserversorgung einer Firma zur Verwertung von Tierkadavern und Schlachtabfällen, die in die übertägigen Betriebsgebäude eingezogen ist.

## Heutiger Zustand

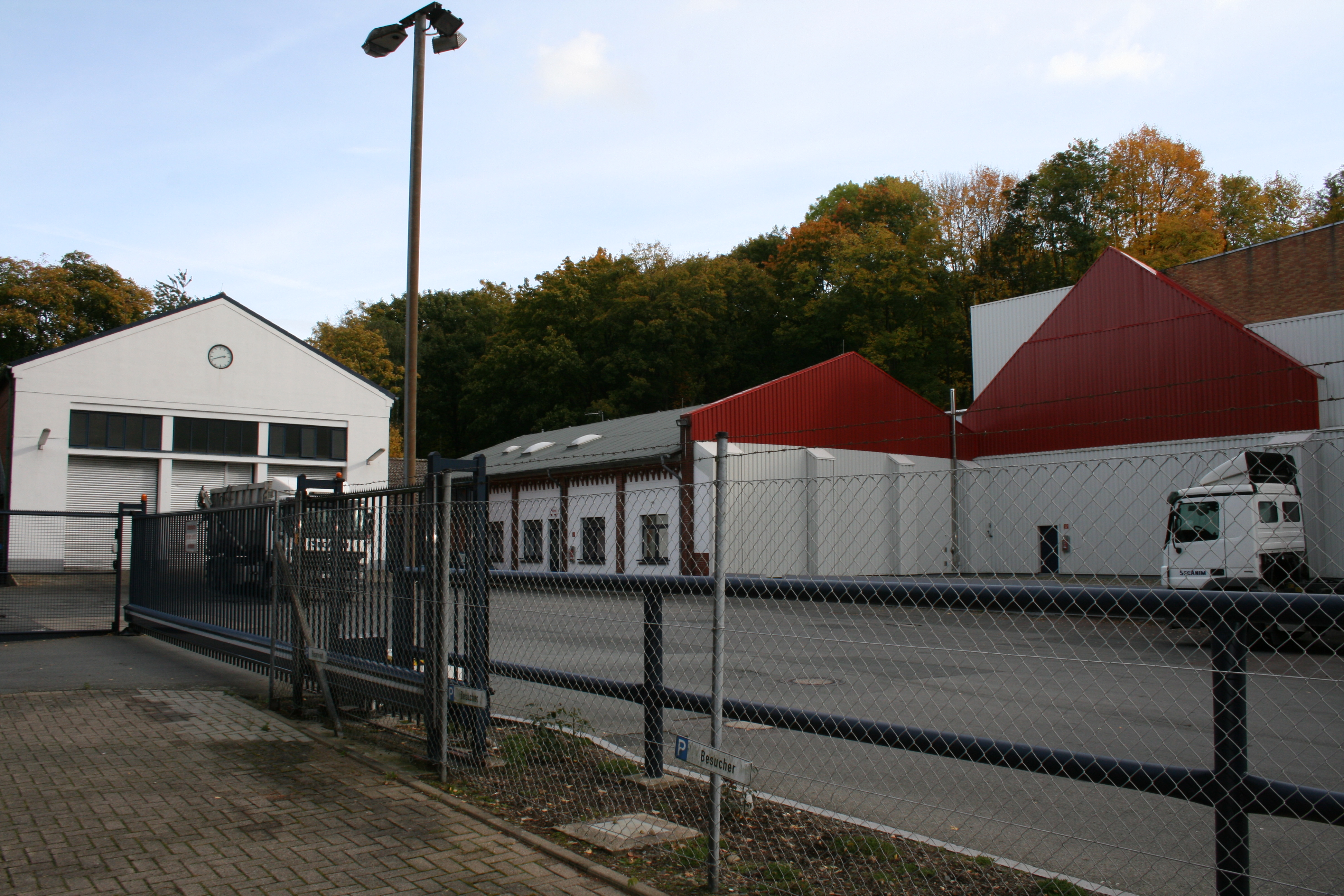
Betriebsgelände heutiger Zustand (2012)

Das ehemalige, längsrechteckige Betriebsgelände liegt etwa 2 km östlich von Dörnten parallel der Kreisstraße (K3) nach Klein-Döhren. Die Tagesanlagen sind mit Ausnahme des Fördergerüstes weitestgehend erhalten geblieben. Ein Gebäude wurde jedoch nach einem Brand abgerissen. Von Westen nach Osten befindet sich zunächst ein abgewinkeltes Gebäude, in dem früher Büros, die Markenkontrolle und die (neue) Waschkaue untergebracht waren. Direkt daran schließt sich eine gestreckte, zusammenhängende Gebäudegruppe an, dessen Mittelteil früher das Fördermaschinenhaus war. Architektonisch sind die aus den ersten Jahren des 20. Jahrhunderts stammenden Bauten ähnlich wie die auf dem Gelände des ehemaligen Gerhardschachtes der Schwestergrube Bülten-Adenstedt bei Groß Bülten gestaltet.
Das Mundloch des Schroederstollens wird seit 2006 von einer Gruppe Bergbauinteressierter restauriert.